# ميخائيل أوكونور
ميخائيل أوكونور (بالإنجليزية: Michael O'Connor)‏ (8 أكتوبر 1960 بأثلون في جمهورية أيرلندا - ) هو لاعب كرة قدم أيرلندي في مركز الهجوم. شارك مع منتخب جمهورية أيرلندا تحت 21 سنة لكرة القدم. أما مع النوادي، فقد لعب مع نادي دوندالك ونادي شامروك روفرز ولونغفورد تاون ‏ ودوري أيرلندا الحادي عشر ‏ وأثلون تاون ‏.

## وصلات خارجية
- ميخائيل أوكونور على موقع قاعدة بيانات كرة القدم.إي يو (الإنجليزية)